# حفظ البيئة البحرية

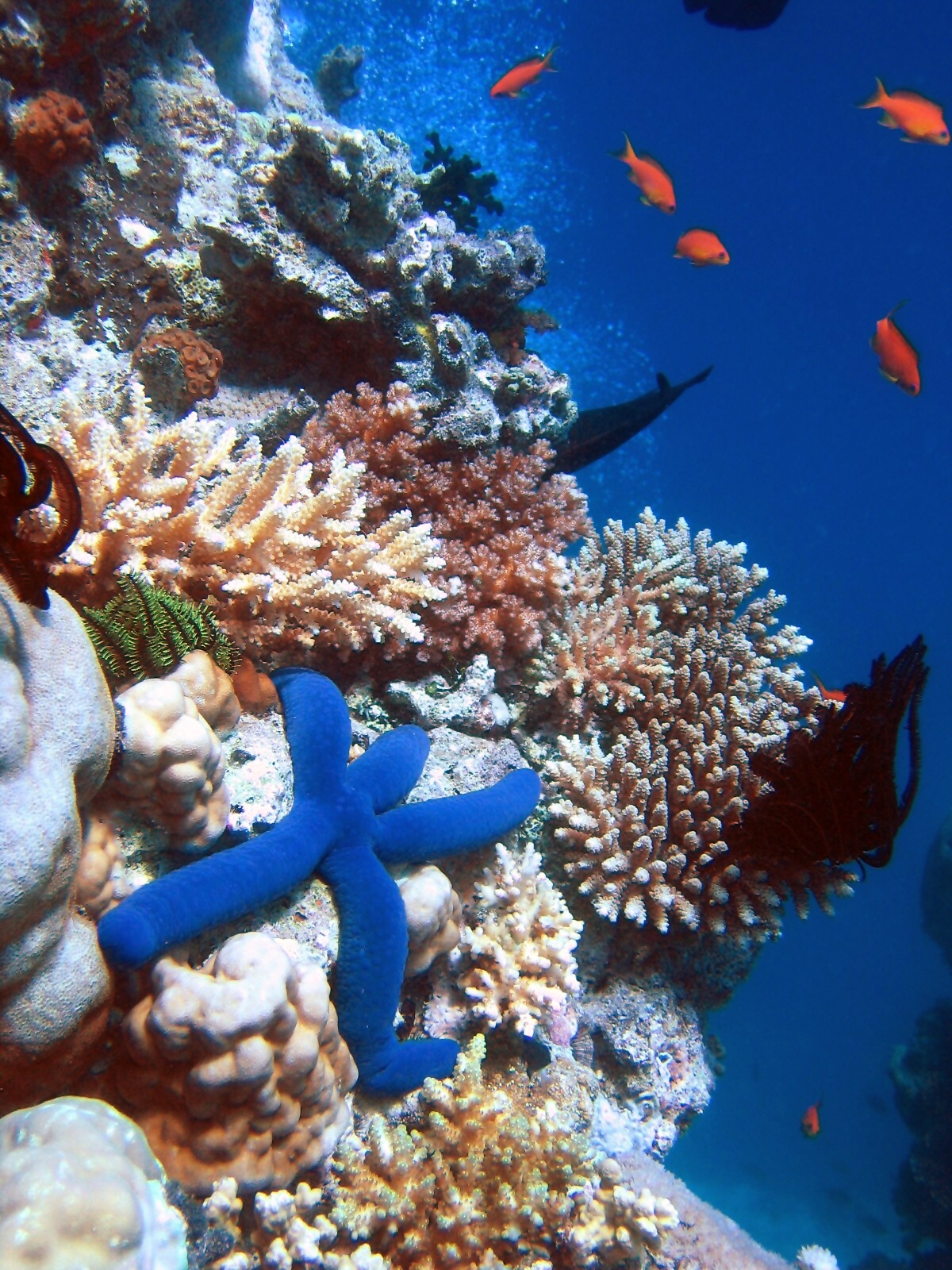
الشعاب المرجانية تتمتع بقدر كبير من التنوع البيولوجي.

حماية البيئة البحرية، التي تُعرف أيضًا باسم الحفاظ على الموارد البحرية، هي حماية وحفظ النظم البيئية في المحيطات والبحار. وينصب تركيز الحماية البحرية على الحد من الأضرار التي يسببها الإنسان للنظم البيئية البحرية، كما ينصب تركيزها على استعادة النظم البيئية البحرية التالفة. كما تركز حماية البيئة البحرية على المحافظة على الأنواع البحرية المعرضة للأخطار.

## نظرة عامة
يتم تعريف حماية البيئة البحرية على أنها دراسة الحفاظ على الموارد البحرية الفيزيائية والبيولوجية ووظائف النظم البيئية. وهذا يُعتبر أحد التخصصات الجديدة نسبيًا. ويعتمد علماء حماية البيئة البحرية على مجموعة من المبادئ العلمية المستمدة من علم الأحياء البحرية وعلم المحيطات وعلم مصائد الأسماك، وكذلك على عوامل بشرية مثل المطالبة بقانون حماية الموارد البحرية والاقتصاد والسياسة من أجل تحديد أفضل السبل لحماية وحفظ الأنواع البحرية والنظم البيئة. ويمكن اعتبار حماية البيئة البحرية تخصصًا فرعيًا للحفاظ على علم الأحياء.

## الشعاب المرجانية
الشعاب المرجانية هي مركز لكميات هائلة من التنوع البيولوجي، ولاعب رئيسي في بقاء النظام البيئي بأكمله. ذلك أنها تزود مختلف الحيوانات البحرية بالغذاء والحماية والمأوى، الأمر الذي يبقي أجيالاً من الأنواع على قيد الحياة. وعلاوة على ذلك، تُعتبر الشعاب المرجانية جزءًا لا يتجزأ من الحفاظ على حياة الإنسان من خلال كونها مصدرًا للغذاء (مثل الأسماك والرخويات وغيرها)، فضلاً عن كونها فضاءً بحريًا للسياحة البيئية التي توفر فوائد اقتصادية.
ولكن لسوء الحظ، وبسبب تأثير الإنسان على الشعاب المرجانية، تصبح هذه النظم البيئية على نحو متزايد في حالة تدهور ومن ثم في حاجة إلى الحماية. وتشمل أكبر التهديدات "الصيد الجائر وممارسات الصيد المدمرة
والترسيب والتلوث من المصادر البرية." هذا جنبًا إلى جنب مع زيادة الكربون في المحيطات وتبيض المرجان والأمراض وعدم وجود شعاب بكر في أي مكان في العالم. في الواقع، فقد بات ما يصل إلى 88% من الشعاب المرجانية في جنوب شرق آسيا الآن مهددًا، حيث إن 50% من تلك الشعاب إما في خطر "مرتفع" أو "مرتفع جدًا" للاختفاء، وهو ما يؤثر مباشرة على التنوع البيولوجي وبقاء الأنواع التي تعتمد على الشعاب المرجانية على قيد الحياة.
وهذا يمثل ضررًا بشكل خاص على الدول الجزرية مثل ساموا وإندونيسيا والفلبين؛ وذلك لأن الكثير من الأشخاص يعتمدون على النظم الإيكولوجية للشعاب المرجانية لإطعام أسرهم وكسب لقمة العيش. ومع ذلك، فإن العديد من الصيادين لا يستطيعون صيد الكثير من الأسماك كما اعتادوا، لذلك فإنهم يستخدمون على نحو متزايد السيانيد والديناميت في صيد الأسماك، الأمر الذي يسبب مزيدًا من التدهور للنظام البيئي للشعاب المرجانية. وهذا الاستمرار للعادات السيئة يؤدي ببساطة إلى مزيد من انخفاض الشعاب المرجانية، وبالتالي إدامة المشكلة. وأحد الحلول لوقف هذه الدورة هو تثقيف المجتمع المحلي بشأن مدى أهمية المحافظة على الفضاءات البحرية التي تشمل الشعاب المرجانية. وما إن تدرك المجتمعات المحلية مدى الخطر الذي يتعرضون له فإنهم عندئذٍ سيكافحون من أجل المحافظة على الشعاب. والمحافظة على الشعاب المرجانية تنطوي على العديد من الفوائد الاقتصادية والاجتماعية والبيئية، ليس فقط للناس الذين يعيشون على هذه الجزر، ولكن للناس في جميع أنحاء العالم أيضًا.

## التأثير البشري

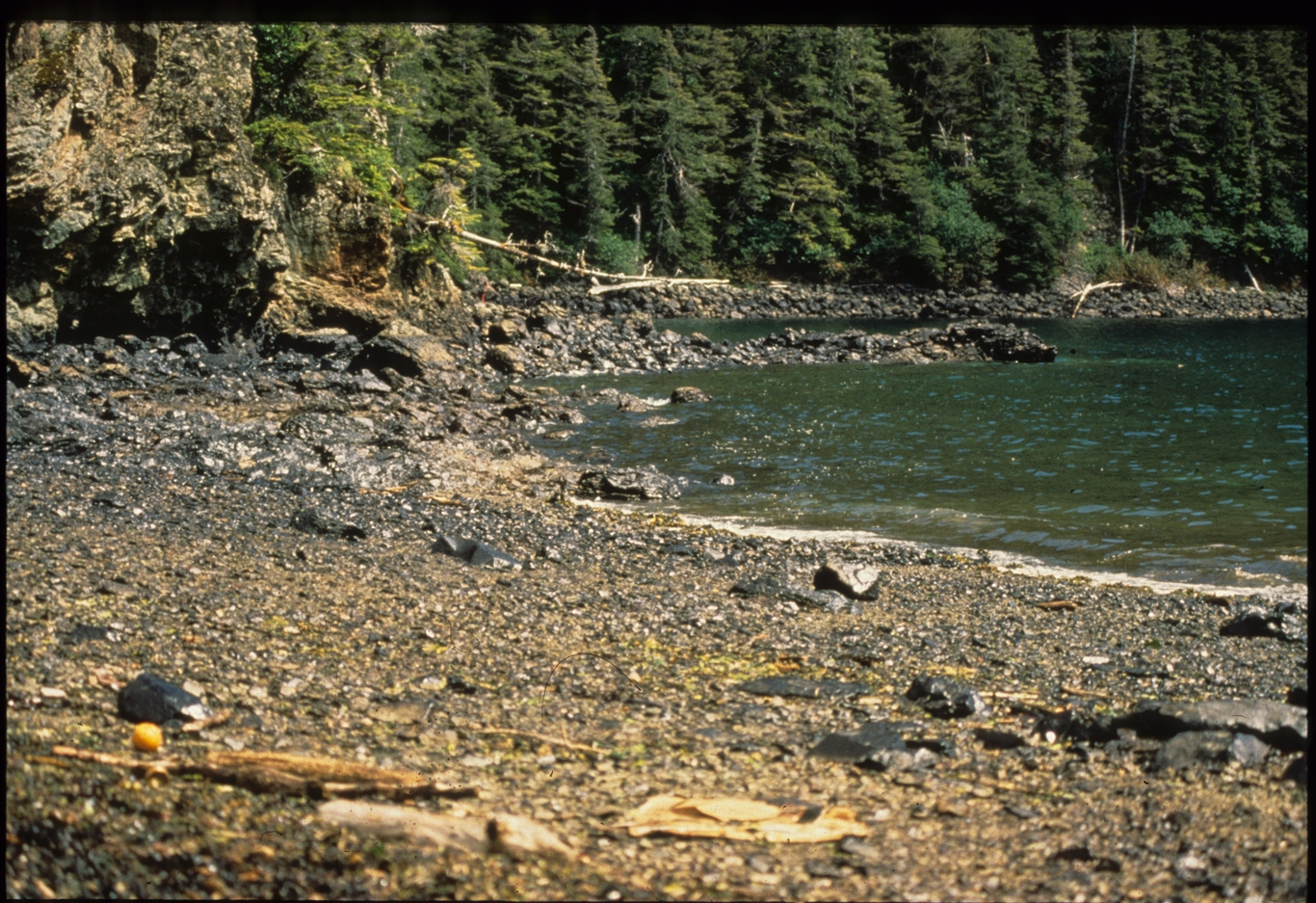
بقايا تسرب النفط من ناقلة إكسون فالديز بعد المعالجة الثانية التي أجراها عمال التسرب النفطي في ألاسكا.

يرتبط تدهور الشعاب المرجانية في المقام الأول بالأنشطة البشرية - حيث إن 88% من الشعاب المرجانية مهددة للأسباب المختلفة المذكورة أعلاه، بما في ذلك كميات كبيرة من انبعاثات ثاني أكسيد الكربون. وتمتص المحيطات حوالي 1/3 ثاني أكسيد الكربون الذي ينتج بسبب الأنشطة البشرية، والذي له آثار ضارة على البيئة البحرية. وتعمل المستويات المتزايدة من ثاني أكسيد الكربون في المحيطات على تغيير كيمياء مياه البحر عن طريق خفض مستوى الأس الهيدروجيني. وتُعرف هذه العملية باسم التحميض. ويؤثر التحميض سلبًا على نظام درء الكربونات ويخفض تشبع الكربونات بنسبة 30%، مما يؤدي إلى انخفاض في تكلس الشعاب. ولانخفاض التكلس آثار سلبية على مواد التكلس مثل المرجان والمحار. وتشمل بعض الأمثلة تناقص المرونة المرجانية من التبييض، وتناقص قدرة الكائنات الحية على محاربة الحيوانات المفترسة، مما يعوق قدرتها على التنافس للحصول على الغذاء، وتغيير أنماط السلوك. وعندما ينخفض الجزء السفلي من الشبكة الغذائية بشكل كبير بسبب التحميض، فإن الشبكة الغذائية وجهود المحافظة على الموارد البيئية بأكملها تكون معرضة للخطر. وعلى الرغم من أن البشر يسببون أكبر تهديد لبيئتنا البحرية، فإن لديهم أيضًا القدرة على وضع خطط إدارة فعالة من شأنها أن تكون المفتاح للحماية الناجحة للأحياء البحرية. وعلى الرغم من أن أداة المحافظة الأكثر شهرة هي MPA، إلا أن إحدى أدوات حماية الموارد البحرية تنبع ببساطة من خيارات أكثر فردية نتخذها في إطار الجهود الرامية لتقليل انبعاثات ثاني أكسيد الكربون بشكل يومي.

## وصلات خارجية
- [https://curlie.org/Society/Issues/Environment/Conservation_and_Endangered_Species/Ecosystems_and_Habitats/Coastal_and_Oceans Marine conservation

] على مشروع الدليل المفتوح